# Grèce aux Jeux paralympiques d'hiver de 2014
La Grèce participe aux Jeux paralympiques d'hiver de 2014, à Sotchi, en Russie, du 7 au 16 mars 2014. Il s'agit de la troisième participation de ce pays aux Jeux d'hiver.
La Grèce n'a toujours envoyé que de très petites délégations aux Jeux d'hiver, et n'y a jamais remporté de médaille. Elle est représentée par un seul athlète lors de ses premiers Jeux en 2002 (à Salt Lake City), puis est absente des Jeux de 2006, et envoie deux athlètes aux Jeux de Vancouver en 2010. Aux Jeux de Sotchi, la Grèce n'a qu'un représentant : Efthymios Kalaras. Médaillé d'argent en lancer de disque aux Jeux paralympiques d'été de 2004 à Athènes, Kalaras participe ici aux épreuves de ski alpin,.

## Par discipline

### Ski alpin
Efthymios Kalaras, unique représentant grec, concourt aux épreuves en catégorie assise, en monoski.